# Kolorcity Aréna
A Kolorcity Aréna Kazincbarcikán található labdarúgó-stadion.
2017-ben új stadion építésébe kezdtek, miután a csapat feljutott az NB2-be. Az építkezés több mint két és fél évet vett igénybe. Ez idő alatt a csapat Tiszaújvároson és Putnokon játszotta a hazai mérkőzéseit.
Két ütemben zajlott az építkezés: először a pálya felújításához kezdtek hozzá, egy rétegelt játékteret alakítottak ki, majd elkészült a pályafűtés és a lelátók is. A hazai szurkolóknak egy 920 fő befogadására alkalmas lelátó épült, a vendégszurkolóknak pedig egy 200 személyes. A játéktér négy sarkán 1200 lux fényerővel bíró ledes fényforrásokat helyeztek el.
2020. augusztus 16-án este a Pécs elleni találkozón hivatalosan felavatták az új futballpályát Kazincbarcikán.

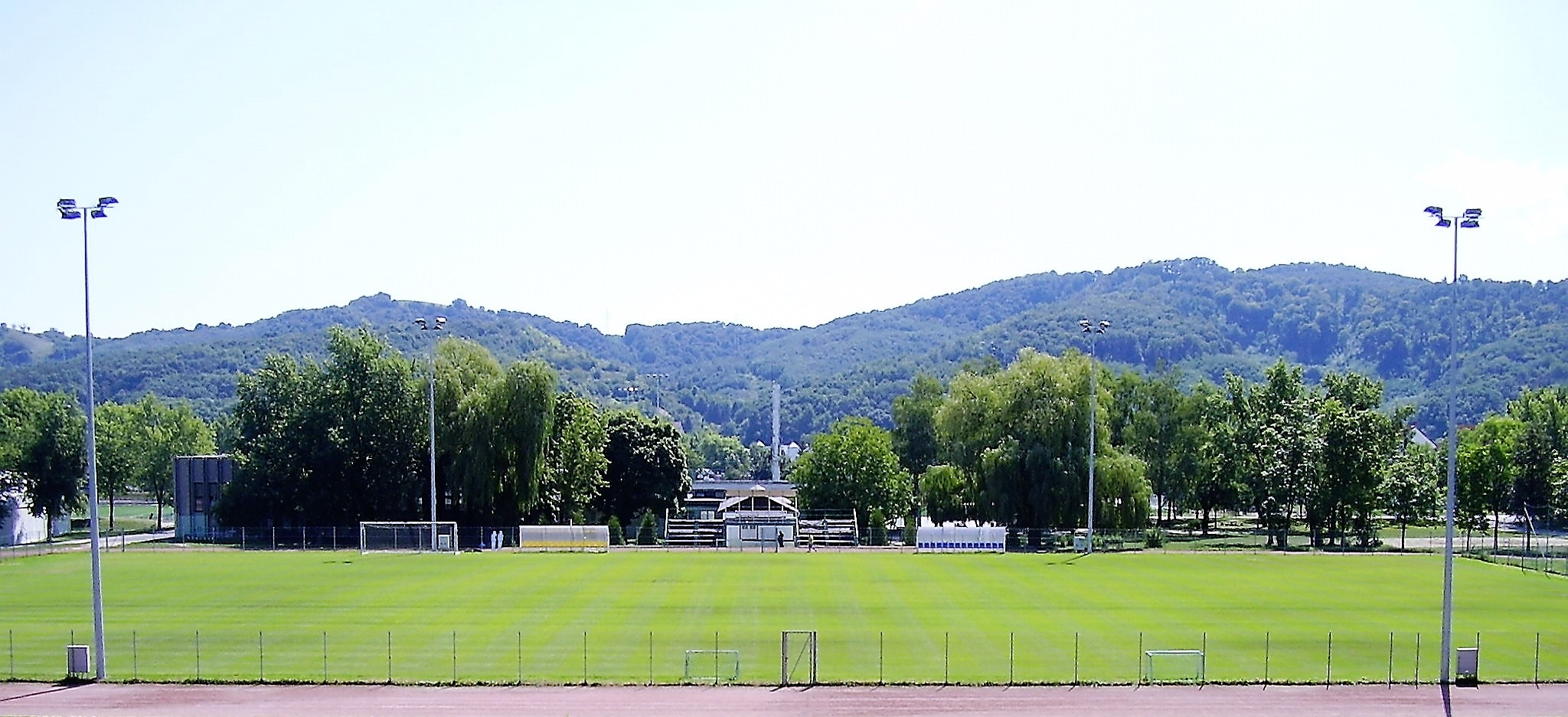
A stadion a rekonstrukció előtt, 2017-ben

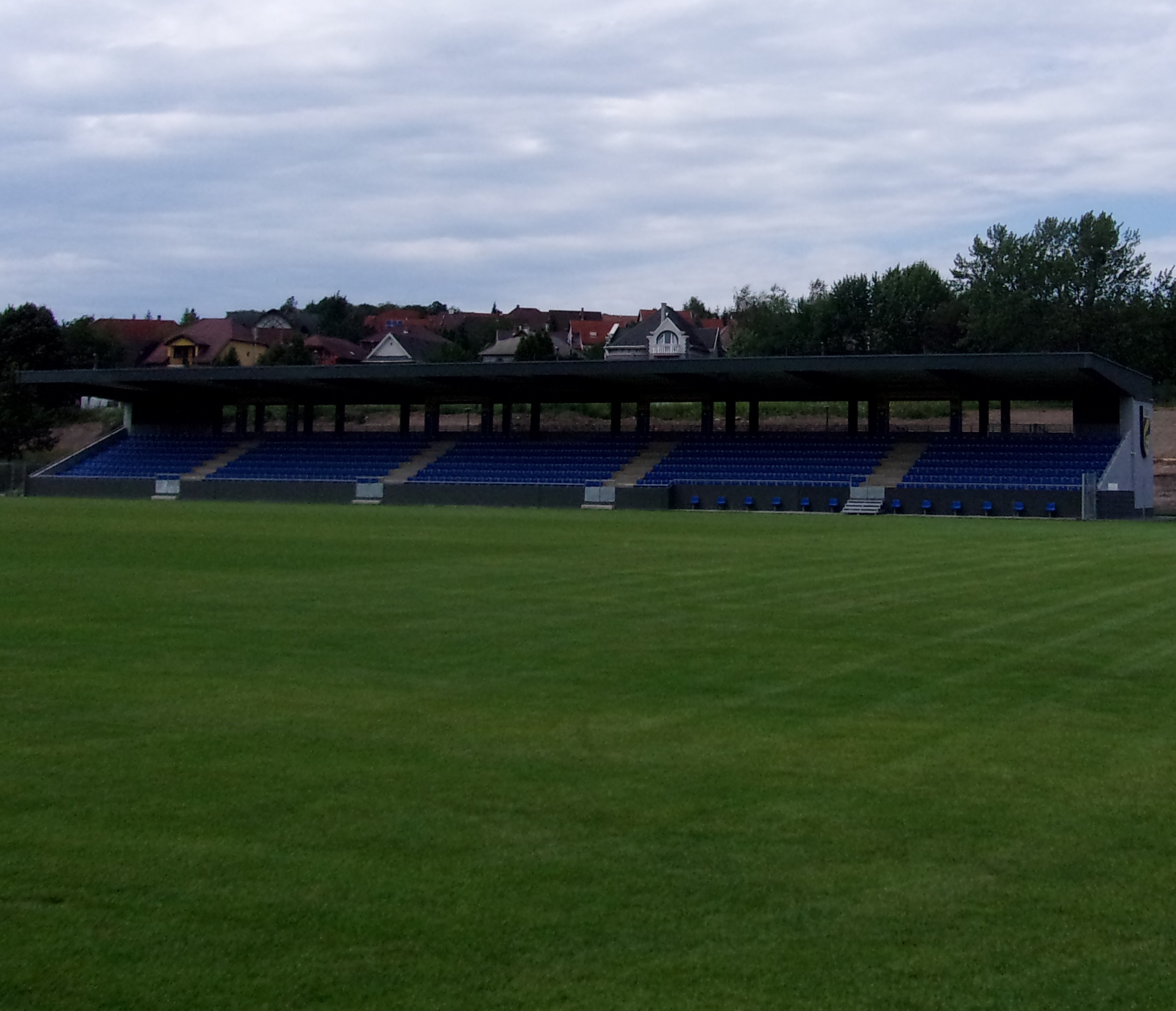
A felújított pálya és a hazai nézők lelátója 2020-ban